# Uhličitany

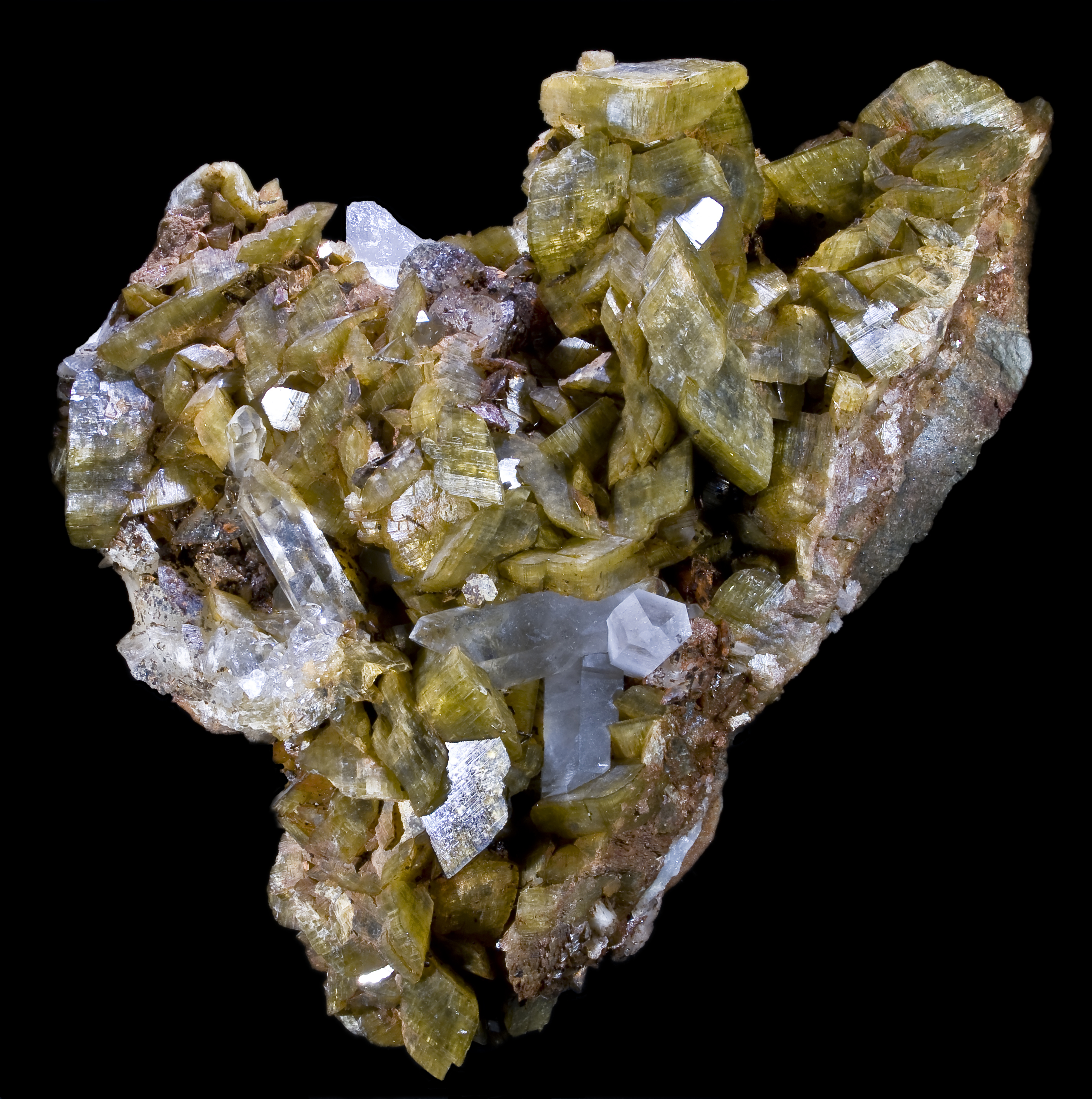
siderit - uhličitan železnatý

Uhličitany (mineralogicky karbonáty) jsou soli kyseliny uhličité, které vznikly odštěpením dvou atomů vodíku, tj. obsahující uhličitanový anion CO 2-
3 . Tím se liší od hydrogenuhličitanů, což je taková sůl kyseliny uhličité, kde se odštěpil jeden vodík (H) a byl nahrazen jiným kationtem.
V geologii jsou karbonáty neboli uhličitany velmi rozšířenými minerály.

## Rozpustnost
S výjimkou uhličitanu amonného a uhličitanů alkalických kovů jsou prakticky nerozpustné ve vodě, ovšem rozpouštějí se v roztocích kyselin, které jsou silnější než kyselina uhličitá, přičemž se uvolňuje oxid uhličitý, např.:
FeCO3 + H2SO4 → FeSO4 + H2O + CO2
FeSO4 → Fe2+ + SO 2-
4 

## Příklady uhličitanů
Mezi významné uhličitany patří:
- CaCO3 – uhličitan vápenatý (minerál kalcit, hornina vápenec)
- MgCO3 – uhličitan hořečnatý – magnezit
- FeCO3 – uhličitan železnatý – siderit (E 505)
- Na2CO3 – uhličitan sodný (soda)
- K2CO3 – uhličitan draselný (potaš)